# Eragrostis glandulosipedata
Eragrostis glandulosipedata är en gräsart som beskrevs av De Winter. Eragrostis glandulosipedata ingår i släktet kärleksgrässläktet, och familjen gräs. Inga underarter finns listade i Catalogue of Life.